# San Lucas Tolimán
San Lucas Tolimán é uma cidade da Guatemala do departamento de Sololá.